# Rørup Sogn
Rørup Sogn ist eine Kirchspielsgemeinde (dän.: Sogn)
auf der Insel Fyn (dt.: Fünen)
im südlichen Dänemark. Bis 1970 gehörte sie zur Harde Vends Herred im damaligen Odense Amt, danach zur Aarup Kommune im
Fyns Amt, die im Zuge der  Kommunalreform zum 1. Januar 2007 in der
Assens Kommune in der Region Syddanmark aufgegangen ist.
Im Kirchspiel leben 669 Einwohner (Stand: 1. Januar 2023).
Im Kirchspiel liegt die Kirche „Rørup Kirke“.
Nachbargemeinden sind im Osten Vissenbjerg Sogn, im Süden Årup Sogn und im Südwesten Kerte Sogn, ferner in der angrenzenden Middelfart Kommune im Westen Gelsted Sogn und im Norden Fjelsted Sogn.